# Makrychóri (Larissa)
Makrychóri, en grec moderne : Μακρυχώρι, est un village et un ancien dème du district régional de Larissa, en Thessalie, Grèce. Depuis 2010, il est fusionné au sein du dème de Tempé.
Selon le recensement de 2011, la population du dème compte 2 553 habitants tandis que celle de la localité s'élève à 1 615 habitants.